# Debelets (distrikt)
Debelets (bulgariska: Дебелец) är ett distrikt i Bulgarien.   Det ligger i kommunen Obsjtina Veliko Tărnovo och regionen Veliko Tărnovo, i den centrala delen av landet, 190 km öster om huvudstaden Sofia.